# Équipe de Malte masculine de water-polo
L'équipe de Malte masculine de water-polo est l'équipe nationale qui représente Malte lors des compétitions internationales masculines de  water-polo, sous l'égide de la Fédération maltaise des sports aquatiques. Elle consiste en une sélection des meilleurs joueurs maltais.

## Palmarès

### Palmarès détaillé
| Année | Tour         | Classement | J | G | N | P | BP | BC  | D   |
| ----- | ------------ | ---------- | - | - | - | - | -- | --- | --- |
| 1993  | Non qualifié | -          | - | - | - | - | -  | -   | -   |
| 1995  | Non qualifié | -          | - | - | - | - | -  | -   | -   |
| 1997  | Non qualifié | -          | - | - | - | - | -  | -   | -   |
| 1999  | Non qualifié | -          | - | - | - | - | -  | -   | -   |
| 2001  | Non qualifié | -          | - | - | - | - | -  | -   | -   |
| 2003  | Non qualifié | -          | - | - | - | - | -  | -   | -   |
| 2006  | Non qualifié | -          | - | - | - | - | -  | -   | -   |
| 2008  | Non qualifié | -          | - | - | - | - | -  | -   | -   |
| 2010  | Non qualifié | -          | - | - | - | - | -  | -   | -   |
| 2012  | Non qualifié | -          | - | - | - | - | -  | -   | -   |
| 2014  | Non qualifié | -          | - | - | - | - | -  | -   | -   |
| 2016  | 1er tour     | 15e        | 7 | 1 | 0 | 6 | 44 | 115 | -71 |
| 2018  | 1er tour     | 16e        | 5 | 0 | 0 | 5 | 0  | 0   | 0   |
| 2020  | 1er tour     | 16e        | 5 | 0 | 0 | 5 | 0  | 0   | 0   |
| Total | 1/13         | 0/1        | 7 | 1 | 0 | 6 | 44 | 115 | -71 |